# Villenoy
Villenoy ist eine französische Gemeinde mit 5073 Einwohnern (Stand 1. Januar 2022) im Département Seine-et-Marne in der Region Île-de-France. Sie gehört zum Arrondissement Meaux und zum Kanton Claye-Souilly.
Die Einwohner werden  Villenoyens bzw. Villenoisiens genannt.

## Geographie
Die Marne begrenzt die Gemeinde im Osten.

### Nachbargemeinden
Umgeben ist Villenoy von den Gemeinden Crégy-lès-Meaux im Norden, Meaux im Nordosten, Mareuil-lès-Meaux im Osten, Isles-lès-Villenoy im Süden, Vignely im Südwesten, Trilbardou im Westen und Chauconin-Neufmontiers im Westen.

## Geschichte
Bereits im 7. Jahrhundert wird der Ort als Villa nova (= Neuer Ort) im Testament der Aldegonde von Maubeuge erwähnt. Im 12. Jahrhundert lautet der Ortsname Willenehl.

### Bevölkerungsentwicklung
| Jahr      | 1962 | 1968 | 1975 | 1982 | 1990 | 1999 | 2006 | 2011 | 2017 |
| Einwohner | 1756 | 1860 | 1895 | 2423 | 2719 | 3542 | 3988 | 4161 | 4903 |

## Wirtschaft und Infrastruktur
Durch die Gemeinde verlaufen die Autoroute A140 sowie der Canal de l’Ourcq.

## Sehenswürdigkeiten
- Kirche Sainte-Aldegonde, erbaut 1648

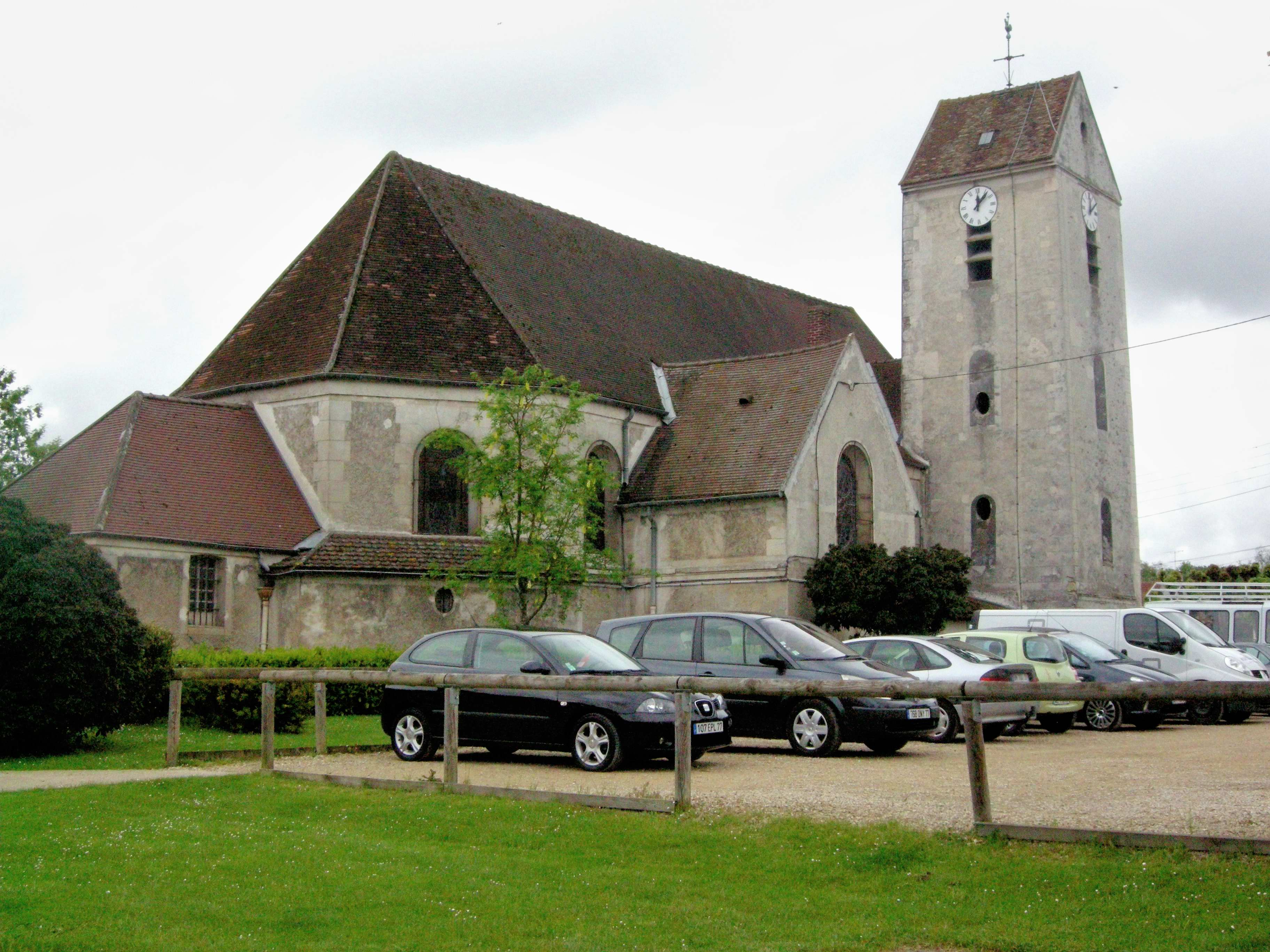
Kirche Sainte-Aldegonde